# 1879 aux Territoires du Nord-Ouest
Chronologie des Territoires du Nord-Ouest
- 1875
- 1876
- 1877
- 1878
- 1879
- 1880
- 1881
- 1882
- 1883

Cette page concerne les événements survenus en 1879 dans le territoire canadien des Territoires du Nord-Ouest.

## Politique
- Premier ministre : David Laird (Lieutenant-gouverneur des Territoires du Nord-Ouest)
- Commissaire :
- Législature :

## Événements
- Les métis des Territoires du Nord-Ouest réclament par pétitions au gouvernement la reconnaissance officielle de leurs propriétés et que les futurs arpentages respectent la disposition de leurs champs, perpendiculaires aux rivières.